# Autochloris completa
Autochloris completa là một loài bướm đêm thuộc phân họ Arctiinae, họ Erebidae.